# Pato-carolino

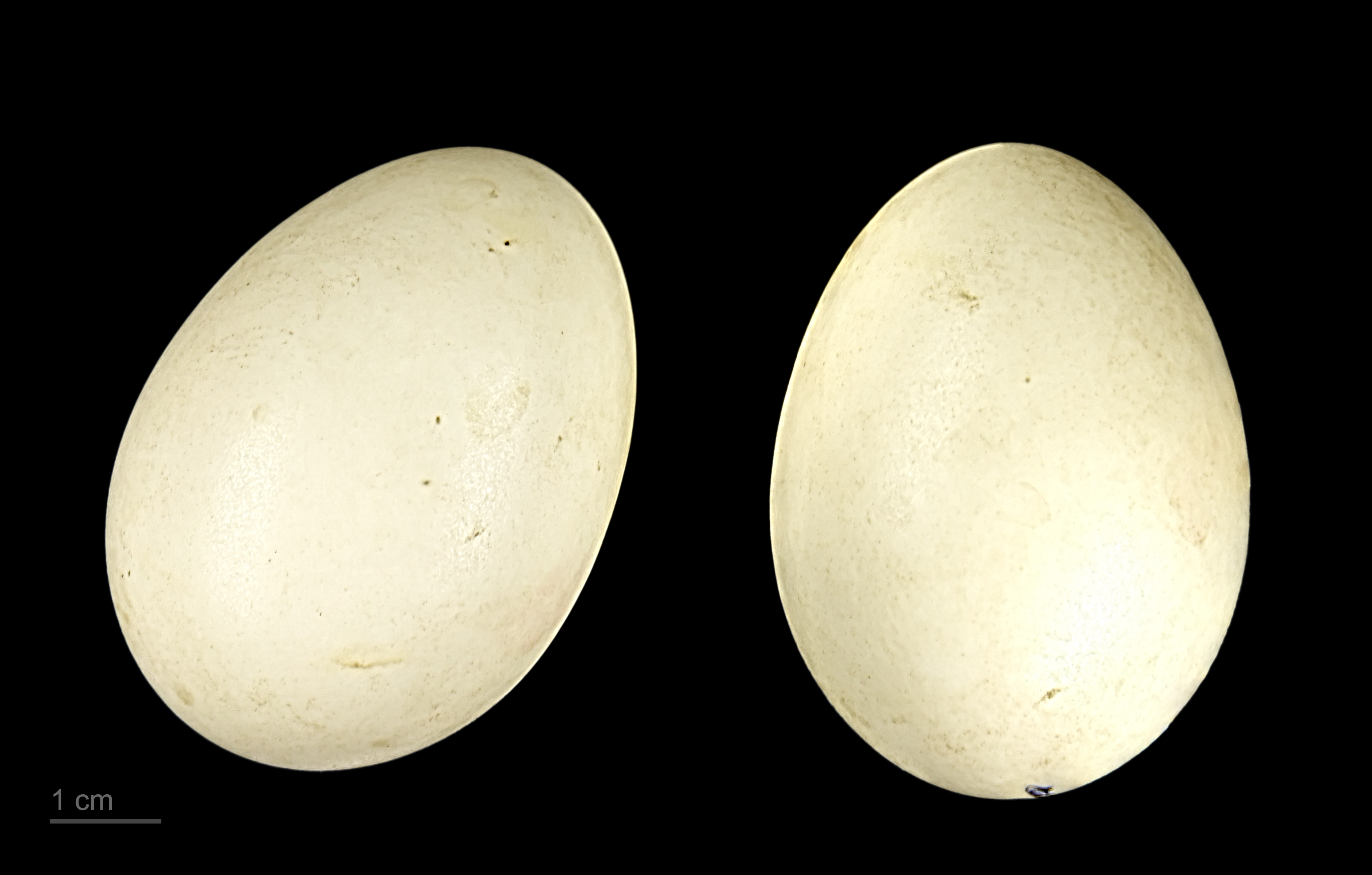
Aix sponsa - MHNT

Pato-carolino (Aix sponsa) é uma espécie de pato anatídeo. Natural da América do Norte, em particular das zonas pantanosas da costa este dos Estados Unidos da América, a espécie foi introduzida na Europa como animal ornamental de jardins. Alimenta-se de plantas, grãos, bolotas, nozes, sementes, insectos e pequenos invertebrados. É um parente próximo do pato-mandarim
Habitat natural: Florestas da América do Norte com lagos e rios e Caraíbas. Alguns exemplares foram levados para a Europa como ave ornamental e desses, alguns adaptaram-se a viver em liberdade.
O pato-carolino (Aix sponsa) pode viver 12 anos e atinge a maturidade sexual ao fim de um ano.
Com dimensões entre os 47 e 54 centímetros, chegam a pesar entre 500 e 700 gramas.
A incubação dos ovos leva cerca de 29 dias.
Comum em zoológicos e jardins particulares devido à plumagem exuberante do macho. Tem hábitos muito semelhantes às outras espécies de patos e também a vocalização, embora grasne menos e com menor volume.